# (16017) Street
(16017) Street (1999 CX65) – planetoida z pasa głównego asteroid okrążająca Słońce w ciągu 4,22 lat w średniej odległości 2,61 j.a. Odkryta 12 lutego 1999 roku.